# Epfenbach
Epfenbach este o comună din landul Baden-Württemberg, Germania.

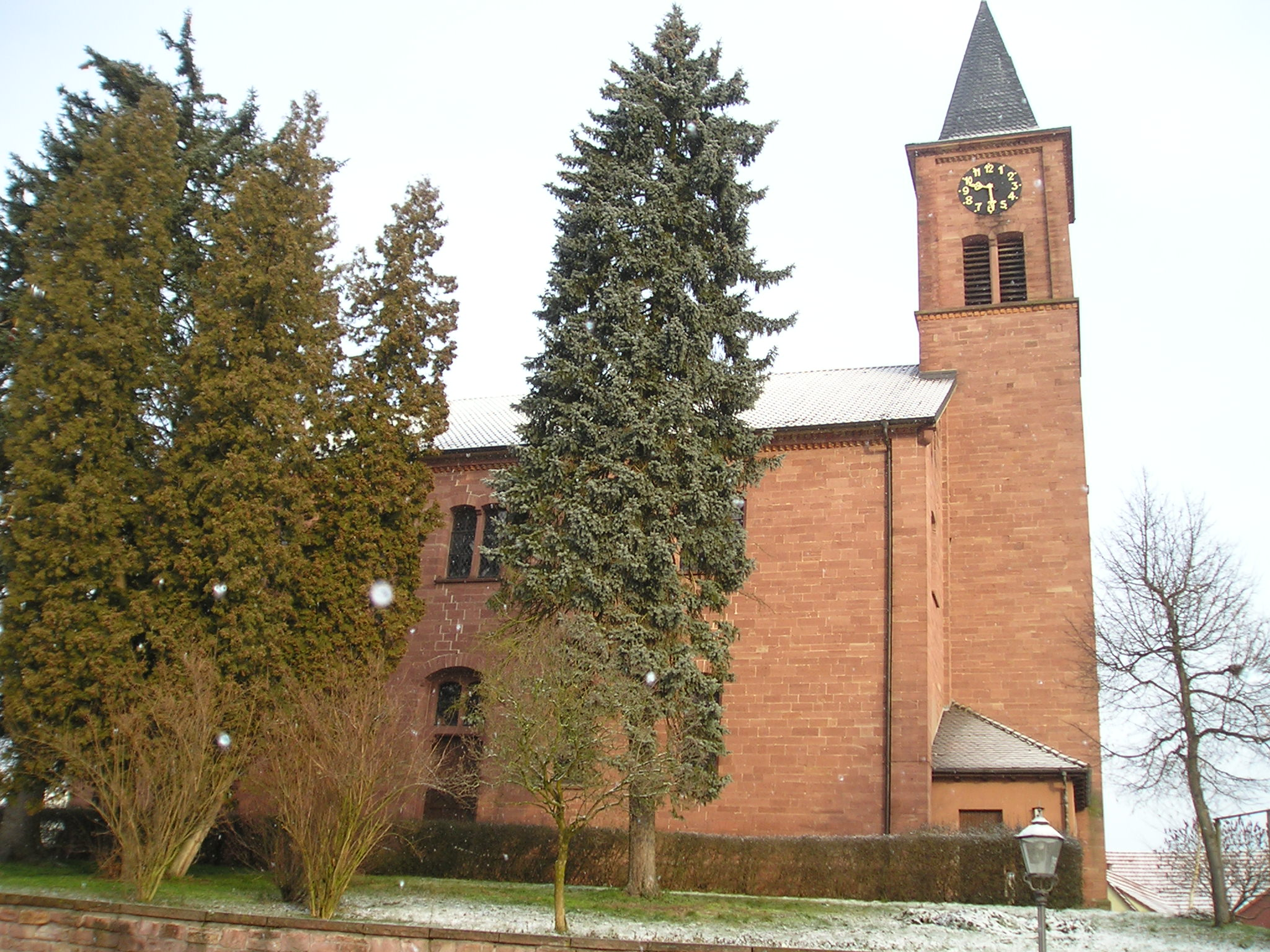
Biserica reformată